# Botič
Botič (spisovná výslovnost [boťič], variantní regionální výslovnost též botyč) je říčka v povodí dolní Vltavy. Protéká územím Středočeského kraje a hlavního města Prahy; jde o jeden z nejdelších pražských potoků. Délka jeho toku činí 34,5 km (z toho 21 km v Praze, 1,2 km v potrubí), plocha jeho povodí je 135,79 km². Celkový spád je 1,38 %. Botič také tvoří jeden z pražských rybářských revírů. 
Právě Botič je „vodou hučící po lučinách“ (tj. v Nuselském údolí) zmíněnou v české hymně.

## Názvy
Název Botič je doložen již od 12. století a je vysvětlován souvislostí s botěním či botněním, tj. nabýváním objemu, rozvodňováním.
Pražané vyslovují jméno Botič jak měkce, tak tvrdě (Botyč). Internetová příručka Ústavu pro jazyk český uvádí jako spisovnou pouze měkkou výslovnost. Jazyková poradna v roce 1996 zmiňovala výskyt dotazů týkajících se měkčené standardní a neměkčené regionální výslovnosti názvu (vedle Botiče též Nisa), z čehož Národní knihovna v poradně Ptejte se knihovny vyvozuje, že tvrdá varianta je nespisovná. V poradně Asociace středoškolských češtinářů nespisovnost tvrdé výslovnosti odvodili z obecných pravidel spisovné výslovnosti, přičemž výskyt tvrdé výslovnosti si vysvětlují tím, že některá méně užívaná slova (niva), odborné názvy (tis, divizna) nebo místní jména (Botič) nejsou pociťována jako původem česká. Zároveň ovšem poznamenali, že Slovník spisovné češtiny u takto problematických slov domácího původu výslovnost nezmiňuje a tímto jevem se dokonce vůbec nezabývá ani příručka Česká výslovnostní norma (J. Hůrková, Scientia, 1995), a tedy by bylo vhodné tento jev jasně upravit a kodifikovat. V minianketě České televize v roce 2008 zvítězila varianta Botyč.
V písni Jana Vodňanského a Petra Skoumala z osmdesátých let 20. stol. je výslovnost "tvrdá" ("Oty skoky o tyči, o ty skoky, hop, končí vždycky v Botyči").
Již od středověku (kdy se Nuselské údolí a dnešní Vršovice nazývaly Údolí Viničné) se rovněž nazýval Vinným potokem; tento název se dosud dochoval v názvu ulice Nad Vinným potokem. Dnes se Vinný potok jmenuje jeden z přítoků Pitkovického potoka, který se vlévá do Botiče, v minulosti se Pitkovický potok jmenoval Vinný až k soutoku s dnešním Botičem.
V minulosti se potoku někdy říkalo Cedron (za husitských válek), popř. Potanka, Podanka nebo Zasav (v 18. století).

## Průběh toku

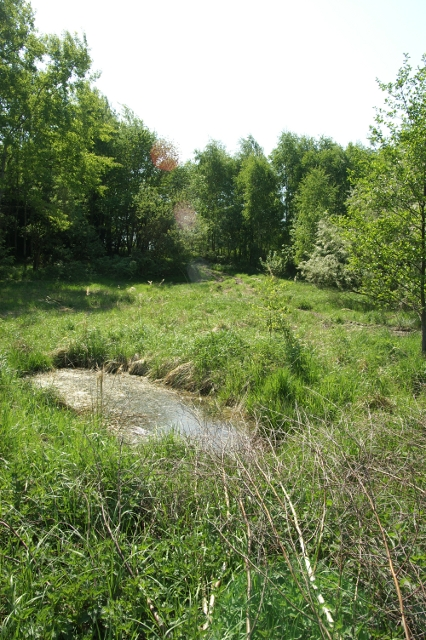
Pramen Botiče

### Horní tok
Botič pramení severně od Křížkového Újezdce v lese Okrouhlíku na území Čenětic. Po melioraci v padesátých létech minulého století byl pramen posunut níže pod les na místo zvané Ovčáry. Protéká přes Čenětice (zleva se vlévá Oleška), Olešky (zleva bezejmenný přítok od Hlubočinky), přes Kocandu (zprava přítok z Osnice), protéká Průhonickou oborou (přes rybníky Bořín a Labeška, mezi nimi se zleva vlévá Jesenický potok, za nimi zprava Dobřejovický potok) a Průhonickým parkem (mine Podzámecký rybník) a místy zalesněným údolím Průhonic meandruje přes Křeslice do Prahy.
Horní tok až do vzdálenosti 17,447 km od ústí je ve správě státního podniku Povodí Vltavy.

### Dolní tok

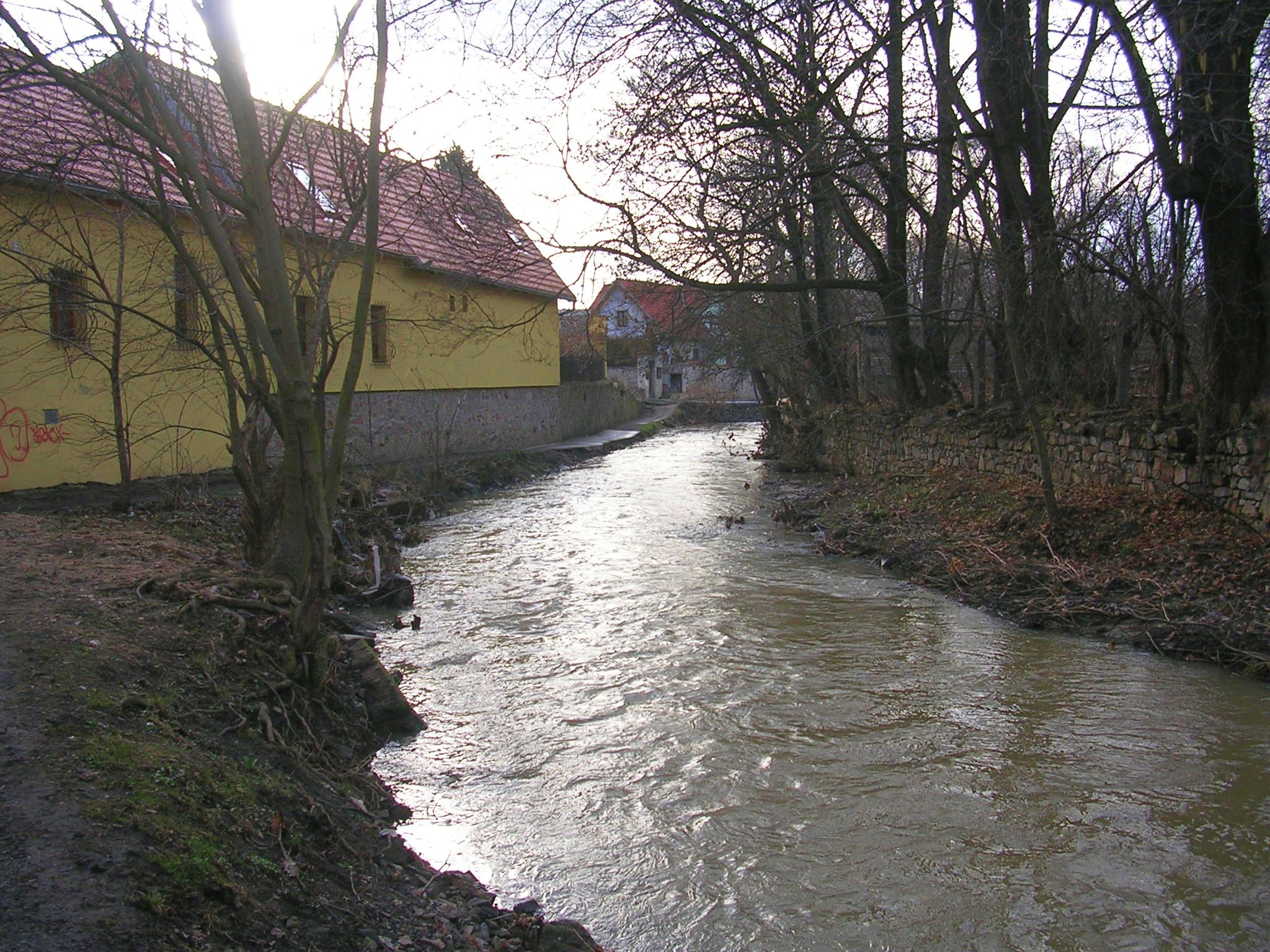
Botič v historické části Hostivaře (Praha)

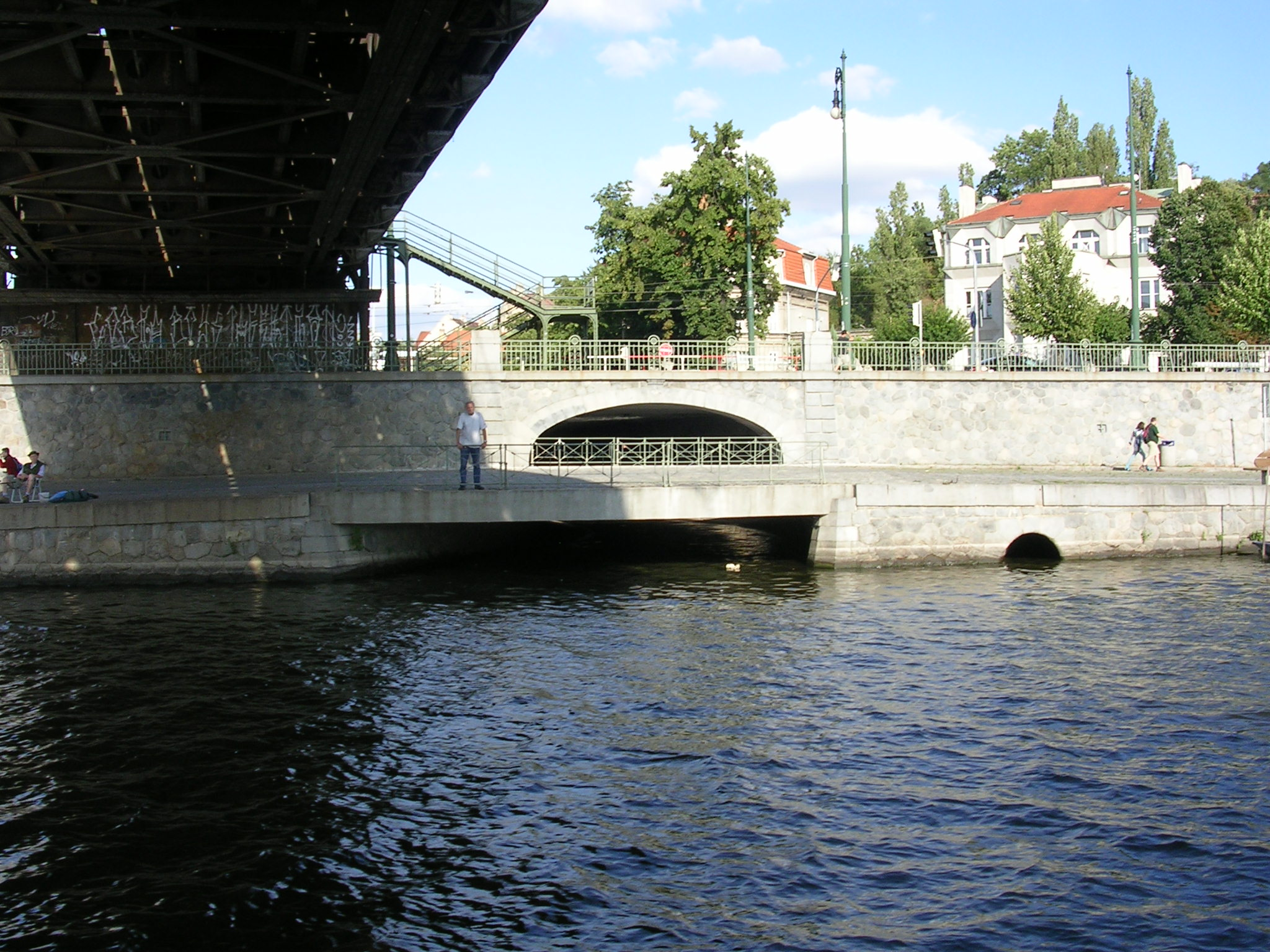
Ústí Botiče do Vltavy

Na území Prahy vtéká potok v přírodním parku Botič-Milíčov. Přijímá zprava Pitkovický potok a o kus dál u Fantova mlýna v místě zvaném Dobrá Voda rovněž zprava potok Dobrá voda od Uhříněvsi. Protéká opraveným Petrovickým jezem a před Petrovicemi se zleva vlévá Milíčovský potok od Milíčovských rybníků a v Petrovicích začíná vzdutí Hostivařské přehrady. Přímo v nádrži přijímá zleva Hájecký potok a pod její hrází se nachází vyrovnávací nádrž.
Za Hostivařskou přehradou přijímá Botič zleva Košíkovský potok a pokračuje několikakilometrovým úsekem meandrů (přírodní památka) přes starou Hostivař, kde se do něj zprava vlévá Měcholupský potok. V těchto místech byl vyhlášen přírodní park Hostivař-Záběhlice. Potok pokračuje přes sklopný jez Marcela, který odvádí vodu náhonem doprava do Práčského zámku v lokalitě Práče, údolím Záběhlic přes Záběhlický jez kolem Záběhlického zámku. Pod jezem se vlévá zleva Chodovecký potok a nad jezem se odděluje náhon do Hamerského rybníka. Pod jezem tvoří severní hranici Růžového ostrova a na jeho konci se zleva vrací voda z rybníka a o něco níže se zprava vlévá Slatinský potok. Pod silničním mostem Jižní spojky končí přírodní charakter potoka a začíná nepřerušená regulace toku.
Botič dále protéká areálem michelské teplárny a odstavného nádraží Praha Jih, mohutným obloukem zleva obtéká michelským údolím Bohdalec a Tyršův vrch, teče kolem michelské synagogy, podtéká Nuselskou třídu a stáčí se do Vršovic, překonává vysoký stupeň v ulici U seřadiště, teče zleva kolem stadionu Bohemians 1905, protéká skrze dolní parkovou část Havlíčkových sadů pod vinicí v Grébovce, kde krátce mizí pod vozovkou v Nuslích poblíž křižovatky Otakarova a parku Folimanka, překonává poslední vysoký stupeň Grébovka a pak protéká Dolními Nuslemi a  Nuselským údolím, (mimo jiné mezi budovou Divadla na Fidlovačce a někdejším areálem bývalého Nuselského pivovaru, kde měl ještě za první světové války dvě ramena s náhonem na mlýn), přes nuselské Ostrčilovo náměstí pod Vyšehradské hradby. Odtud již teče jako kanalizovaný zakrytý tok a ústí zprava do Vltavy v Praze na Výtoni pod Vyšehradským železničním mostem. Oba Nuselské mlýny v této části Botiče (Horní i Dolní) zanikly ve druhé polovině devatenáctého století.
Dolní tok je ve správě magistrátu hl. m. Prahy, resp. jeho příspěvkové organizace Lesy hl. m. Prahy.

## Vodní stav
Průměrný průtok činí 0,44 m³/s. Průměrná roční teplota vody činí 7–8 °C.

### Povodně
- 1563 — 24. května napáchal rozvodněný Botič velké škody v Michli, několik lidí přišlo o život.[13]
- 1958 — 8. července rozvodněný Botič zatopil Hostivař a další části města. Tato povodeň urychlila rozhodnutí o vybudování hostivařské přehrady.[13]
- 2002 — 12. srpna večer hrázný Beneš oznámil, že bylo započato vypouštění přehrady. Normální průtok Botiče ve Vršovicích činí 1 m³/s až 1,5 m³/s. Z přehrady bylo v noci na 13. 8. vypouštěno 43 m³/s, průtok ve Vršovicích odhadl magistrátní vodohospodář Ilja Storoženko na 50 m³/s.[zdroj?] Jan Hučín na svém webu odhadl v srpnu 2002 průtok v Nuslích na Ostrčilově náměstí (Nuselské údolí pod Vyšehradem, asi 1 km před ústím do Vltavy) na 60 m³/s.[14] Botič se nakonec v tomto úseku nerozlil, ačkoliv to pražská povodňová komise předpokládala, došlo pouze k zatopení sklepů domů v Sekaninově ulici v Nuselském údolí.
- 2004 — byl při jednom zvýšení hladiny po silné lokální bouřce odhadován průtok kolem 10 m³/s.[14]
- 2007 — 19. srpna se v Nuslích po silném přívalovém dešti Botič rozvodnil a zaplavil přilehlé části parku Folimanka do výše půl metru.
- 2013 — Průtok Hostivařskou přehradou byl více než 70 m³/s. Zatopeny byly části Hostivaře a Záběhlic. Pověřený primátor Tomáš Hudeček oznámil, že 2. června protékala Botičem stoletá voda.[zdroj?] Praha 10 a Praha 2 obvinily magistrátní organizaci Lesy hl. m. Prahy, které spravují Hostivařskou přehradu, ze zavinění povodně neodbornou manipulací se stavidlem.[15] Na dolním toku Botiče v Nuslích regulované koryto tento nápor zvládlo.
- 2024 — 14. září dosáhl přítok do přehrady povodňového stavu (ráno 2., dopoledne 3. stupeň povodňové aktivity).

### Povodňový plán
Podle povodňového plánu ÚMČ Praha 10 se podle výšky hladiny na hranici Záběhlic a Nuslí vyhlašuje
- 1. stupeň (stav bdělosti) při průtoku 10 m³/s (výška hladiny 70 cm)
- 2. stupeň (stav pohotovosti) při průtoku 15 m³/s (hladina 70–115 cm)
- 3. stupeň (stav ohrožení) při průtoku 35 m³/s (hladina 179 cm)

## Ochrana přírody

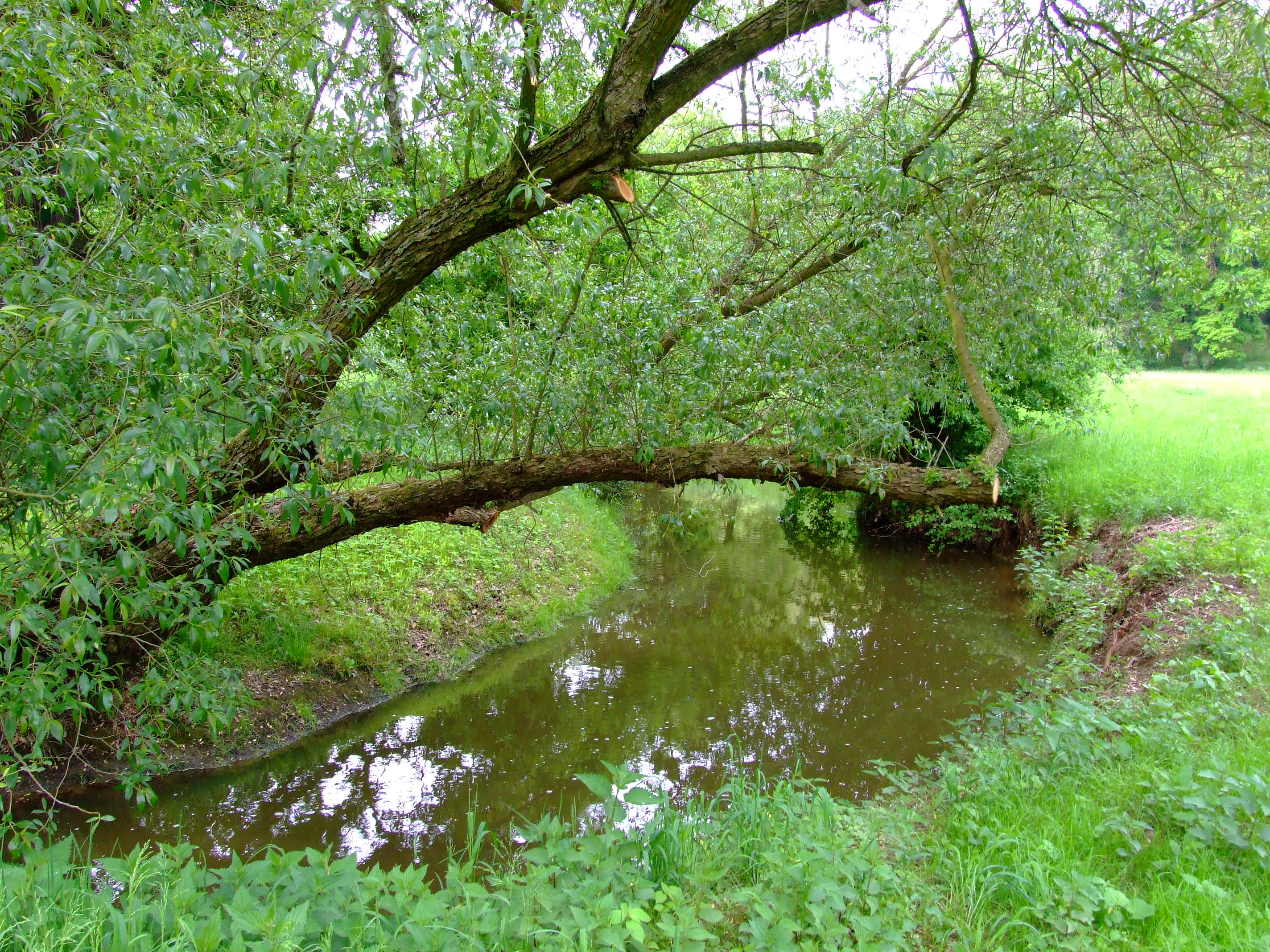
Botič ve střední části zámeckého parku Průhonice

- Přírodní park Botič-Milíčov byl ustaven v roce 1984 na ploše 824 ha.
- Přírodní park Hostivař-Záběhlice byl ustaven v roce 1990 na ploše 423 ha. Jeho součástí je přírodní památka Meandry Botiče vyhlášena v roce 1968 na ploše 6,7 ha. Velká část tohoto území je v současné době označována jako Trojmezí, které se rozkládá na levém břehu potoka přibližně mezi Toulcovým dvorem, Kulatým Chodovcem a Záběhlickým zámkem.

### Čistota vody
Ve druhé polovině 20. století kvalita vody odpovídala V., tedy nejhorší třídě čistoty. Podobně jako u jiných toků došlo i u Botiče v 90. letech 20. století k postupné eliminaci zdrojů znečišťování (hlavně z kanalizace) a zlepšení kvality vody. Největším problémem je fosfor a celkový organický uhlík, naopak kyslíkové ukazatele odpovídají neznečištěným tokům. Na základě měření z let 2001–2005 byl Botič řazen nad Hostivařskou přehradou do IV. třídy jakosti, pod přehradou do III./IV. třídy, u ústí do Vltavy do IV./V. třídy.

### Flóra

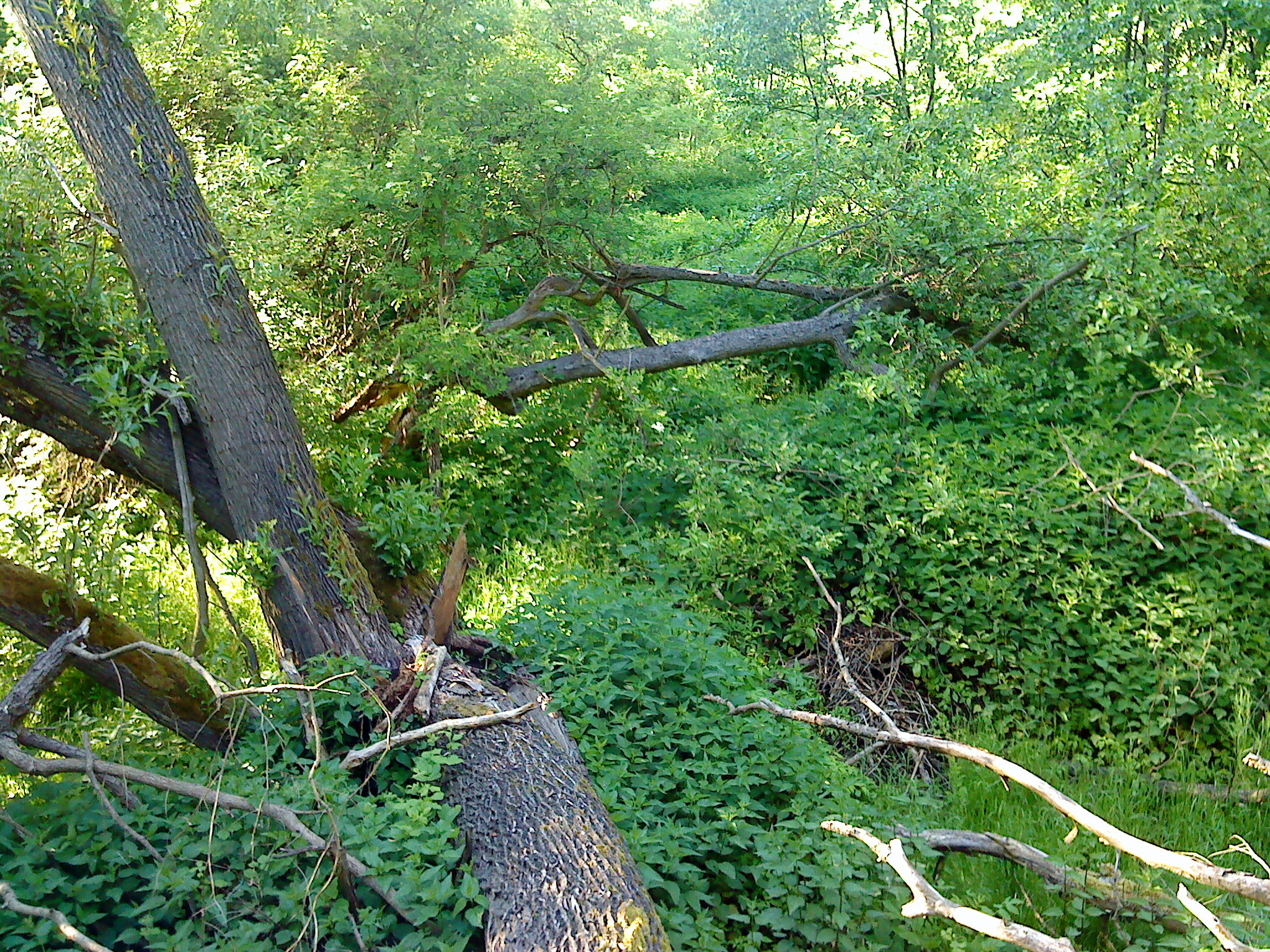
Lužní les pod pramenem

V místech, kde jsou břehy porostlé stromy, jsou zastoupeny zejména olše lepkavá, vrba bílá, jilm vaz, jilm habrolistý, líska obecná, svída krvavá, brslen evropský. V bylinném pásmu se vyskytuje zejména kopřiva dvoudomá, krabilice mámivá, konopice polní, hluchavka skvrnitá, ptačinec hajní, ptačinec velkokvětý a na jaře také orsej jarní, křivatec žlutý, violka vonná, podbílek šupinatý.

### Fauna
V potoce žije mnoho druhů ryb (pstruh, ouklej obecná, perlín ostrobřichý, plotice obecná, okoun říční, kapr obecný, štika obecná, úhoř říční, hrouzek obecný, jelec tloušť, jelec proudník), z obojživelníků je zde zastoupena kuňka obecná,ropucha zelená a obecná.

## Využití

### Vodáctví
Část z Průhonic do Petrovic (8,3 km) bývá sjízdná jen při jarním tání. Úsek od Hostivaře k ústí bývá navíc sjížděn jednou ročně, kolem 20. října, při vypouštění vody z přehrady. Hromadné splutí má tradiční název Rio Botičo. Některé stupně a jezy je obtížné přenášet. V úseku od Michle k Výtoni je několik delších tunelů. V posledním, nejdelším, z nich je malý stupeň. Sjíždění je vhodné jen pro zkušené vodáky.

### Koupání
Nejlepší koupání v Botiči bylo vždy v místech dnešní Hostivařské přehrady. Údolí tu bylo široké, tůně hluboké a voda ještě čistá, než vtekla do města Prahy. První koupaliště u bývalého Mouchova mlýna zřídili fotbalisté SK Hostivař v roce 1942. Jednoduchá dřevěná přehrada na potoce byla zničena povodní ještě téhož roku. Padesátimetrové koupaliště postavili na stejném místě členové Sokola Hostivař v roce 1950. Během dvou let bylo také zničeno velkou vodou. Následovala postupně stavba dvou menších bazénů. Poslední zatopila Hostivařská přehrada při napuštění roku 1964. Dnes[kdy?] Hostivařská přehrada nabízí na levém břehu placenou pláž[zdroj⁠?!] a placenou nudistickou pláž, na pravém břehu zdarma koupací molo a množství malých pláží.

### Kultura
Skupina Visací zámek v písni Zatykač zpívá „Bič a rychle pryč, už se těším na Botič.“
Jan Vodňanský na albu S úsměvem Donkichota v písni Oty skoky o tyči zpívá vlastní text „Oty skoky o tyči končí vždycky v Botiči, každý sudý rok — to že je cvok“. Na břehu Botiče v Nuselském údolí se nachází také Divadlo Na Fidlovačce a nuselské "Divadlo bez hranic" rovněž v Křesomyslově ulici.

### Mlýny
Mlýny jsou seřazeny po směru toku potoka.
- Mlýn Botič (Kocanda) – Jesenice-Osnice, Ke Mlýnu 19
- Labešský mlýn – Průhonice, Zahradnická, původní č.p. 34, zanikl
- Podzámecký mlýn – Průhonice, Hlavní 30
- Koníčkův mlýn – Újezd u Průhonic, Ke mlýnu 11, zanikl, kulturní památka
- Fantův mlýn – Křeslice, stával na levém břehu Botiče mezi Křeslicemi a Petrovicemi. Vodu bral z Botiče, který byl těsně nad malým mlýnským jezem zprava posílen potůčkem Dobrá voda a pár set metrů nad ním Pitkovickým potokem. Nejstarší zápis pochází ze 16. století, odhaduje se však, že mlel již ve 14. století. Prvním písemně doloženým mlynářem byl Samuel Fanta Nuselský v roce 1659. V roce 1740 byl mlýn přestavěn. Vydržel potom stát bez větších oprav až do roku 1960, kdy shořel. Roku 1975 ho rekonstruoval na stáje jezdecký spolek. V 90. letech 20. století došlo k majetkovým tahanicím, Fantův mlýn zpustl a nastěhovali se do něj bezdomovci. Dnes jsou k vidění jen zbytky obvodových zdí. Nejstarší vyobrazení Fantova mlýna a okolí je k vidění v první verzi filmu Lucerna na námět divadelní hry Aloise Jiráska. Film z roku 1925 je černobílý němý. Hraje v něm tehdejší herecká elita. Zahrál si v něm režisér Karel Lamač, dvě ženské superstar Anny Ondráková a Andula Sedláčková, klasický divadelní herec Jaroslav Vojta a filmový všeuměl Theodor Pištěk.
- Petrovický mlýn – Petrovice, č.p. 13, zanikl
- Mouchův mlýn – Hostivař, jediná zbořená budova při stavbě Hostivařské přehrady (1962–1964), údolí pod Petrovicemi bylo jinak zcela prázdné. O Mouchově mlýně se nezachovalo mnoho informací. V pozemkové knize je jen zaznamenáno, že majitel mlýna byl Jan Truhlařík. Číslo popisné bylo 49. Na dně přehrady zůstávají základy mlýna a je zřetelný mlýnský náhon.
- Švehlův mlýn (Hořejší) – Hostivař, Selská 44/36, kulturní památka
- Dolejší mlýn – Hostivař, K Horkám 16/23, kulturní památka
- Práčský mlýn – Záběhlice-Práče, Práčská 1885/12, kulturní památka
- Záběhlický mlýn – Záběhlice, Podle náhonu 69, zanikl
- Michelský mlýn – Michle, U Michelského mlýna 24/3, zanikl
- Vršovický mlýn – Vršovice, Petrohradská 3, zanikl
- Nuselský mlýn – Nusle, Křesomyslova 19, zanikl
- Kapitulní mlýn (Botičský, Fabiánovský, Vyšehradský) – Nové Město, Na Výtoni 254/2, kulturní památka